# Matador BBQs One-Day Cup 2016/17
Der Matador BBQs One-Day Cup 2016/17 war die 48. Austragung der nationalen List A Cricket-Meisterschaft in Australien. Der Wettbewerb wurde zwischen dem 1. und 23. Oktober 2016 zwischen sechs australischen First-Class-Vertretungen der Bundesstaaten und einer Vertretung der australischen Cricket-Nationalmannschaft ausgetragen. Im Finale konnte sich New South Wales gegen Queensland mit 6 Wickets durchsetzen.

## Format
Die sieben Mannschaften spielten in einer Gruppe einmal gegen jede andere Mannschaft. Für einen Sieg gab es vier Punkte, für ein Unentschieden oder No Result zwei und für eine Niederlage keinen Punkt. Ein Bonuspunkt wurde vergeben, wenn bei einem Sinn die eigene Runzahl die des Gegners um das 1,25-fache überstieg, ein weiterer, wenn sie sogar mehr als das Doppelte des Gegners betrug. Des Weiteren war es möglich, dass Mannschaften Punkte abgezogen bekamen, wenn sie beispielsweise zu langsam spielten. Der Gruppenerste qualifizierte sich direkt für das Finale, während der Gruppenzweite und -dritte ein Halbfinale bestritten.

## Stadien
Anders als im Vorjahr wurden die Spiele nicht nur im North Sydney Oval in Sydney ausgetragen, sondern ebenfalls im WACA Ground in Perth und auf dem Allan Border Field in Brisbane.

## Resultate

### Gruppenphase
Tabelle
Die Tabelle zum Ende der Saison hatte die folgende gestalt.
| Teams                | Sp. | S | N | U | R | NR | BP | Ded | Punkte | NRR    |
| -------------------- | --- | - | - | - | - | -- | -- | --- | ------ | ------ |
| Queensland           | 6   | 5 | 1 | 0 | 0 | 0  | 1  | 0   | 21     | +0.334 |
| New South Wales      | 6   | 4 | 2 | 0 | 0 | 0  | 1  | 0   | 17     | +0.202 |
| Victoria             | 6   | 3 | 3 | 0 | 0 | 0  | 4  | 0   | 16     | +1.227 |
| Western Australia    | 6   | 3 | 2 | 1 | 0 | 0  | 1  | 0   | 15     | +0.024 |
| Tasmanien            | 6   | 3 | 3 | 0 | 0 | 0  | 1  | 0   | 13     | +0.031 |
| South Australia      | 6   | 2 | 3 | 1 | 0 | 0  | 2  | 0   | 12     | −0.332 |
| Cricket Australia XI | 6   | 0 | 6 | 0 | 0 | 0  | 0  | 0   | 0      | −1.604 |

Spiele
| 1. Oktober Scorecard | Brisbane | Cricket Australia XI 274-5 (50)  | – | Queensland 278-7 (47) |
|                      |          | Queensland gewinnt mit 3 Wickets |   |                       |

| 2. Oktober Scorecard | Perth | Western Australia 242-9 (50) | – | South Australia 242 (48.4) |
|                      |       | Unentschieden                |   |                            |

| 3. Oktober Scorecard | Brisbane | Queensland 158-5 (35.5/35.5)              | – | Tasmanien 114-3 (19.3/19.3) |
|                      |          | Queensland gewinnt mit 1 Run (D/L method) |   |                             |

| 5. Oktober Scorecard | Brisbane | Cricket Australia XI 236-9 (50) | – | Tasmanien 239-2 (39.3) |
|                      |          | Tasmanien gewinnt mit 8 Wickets |   |                        |

| 5. Oktober Scorecard | Perth | Victoria 343-5 (50)           | – | South Australia 208 (42.4) |
|                      |       | Victoria gewinnt mit 135 Runs |   |                            |

| 6. Oktober Scorecard | Perth | Western Australia 221-6 (38/38)  | – | Queensland 222-5 (36.5/38) |
|                      |       | Queensland gewinnt mit 5 Wickets |   |                            |

| 7. Oktober Scorecard | Sydney | New South Wales 328-6 (50)         | – | Cricket Australia XI 324-6 (50) |
|                      |        | New South Wales gewinnt mit 4 Runs |   |                                 |

| 8. Oktober Scorecard | Perth | Western Australia 190-6 (28/28)                    | – | Victoria 98-9 (18/18) |
|                      |       | Western Australia gewinnt mit 41 Runs (D/L method) |   |                       |

| 9. Oktober Scorecard | Sydney | Tasmanien 242 (50)            | – | New South Wales 227 (49.1) |
|                      |        | Tasmanien gewinnt mit 15 Runs |   |                            |

| 9. Oktober Scorecard | Perth | South Australia 199-9 (50)       | – | Queensland 201-5 (33.2) |
|                      |       | Queensland gewinnt mit 5 Wickets |   |                         |

| 11. Oktober Scorecard | Sydney | Cricket Australia XI 153 (37.4) | – | Victoria 154-6 (21.4) |
|                       |        | Victoria gewinnt mit 4 Wickets  |   |                       |

| 12. Oktober Scorecard | Sydney | New South Wales 208 (48.3)            | – | South Australia 209-4 (39.2) |
|                       |        | South Australia gewinnt mit 6 Wickets |   |                              |

| 13. Oktober Scorecard | Sydney | Tasmanien 210-7 (50)           | – | Victoria 211-2 (34.2) |
|                       |        | Victoria gewinnt mit 8 Wickets |   |                       |

| 14. Oktober Scorecard | Sydney | Queensland 172 (47.1)                 | – | New South Wales 178-6 (39.1) |
|                       |        | New South Wales gewinnt mit 4 Wickets |   |                              |

| 15. Oktober Scorecard | Sydney | South Australia 420-7 (50)           | – | Cricket Australia XI 318 (42) |
|                       |        | South Australia gewinnt mit 102 Runs |   |                               |

| 15. Oktober Scorecard | Sydney | Tasmanien 267-8 (50)                    | – | Western Australia 268-6 (48.3) |
|                       |        | Western Australia gewinnt mit 4 Wickets |   |                                |

| 16. Oktober Scorecard | Sydney | Victoria 309 (49.3)                   | – | New South Wales 310-4 (46.5) |
|                       |        | New South Wales gewinnt mit 6 Wickets |   |                              |

| 17. Oktober Scorecard | Sydney | Cricket Australia XI 147-8 (50)                      | – | Western Australia 159-5 (13.4/15) |
|                       |        | Western Australia gewinnt mit 5 Wickets (D/L method) |   |                                   |

| 18. Oktober Scorecard | Sydney | Victoria 278-7 (50)              | – | Queensland 282-7 (46) |
|                       |        | Queensland gewinnt mit 3 Wickets |   |                       |

| 19. Oktober Scorecard | Sydney | Tasmanien 295-7 (50)          | – | South Australia 267 (38.4) |
|                       |        | Tasmanien gewinnt mit 28 Runs |   |                            |

| 19. Oktober Scorecard | Sydney | Western Australia 207 (43.2)          | – | New South Wales 210-2 (41.5) |
|                       |        | New South Wales gewinnt mit 8 Wickets |   |                              |

### Halbfinale
| 21. Oktober Scorecard | Sydney | Victoria 242 (49.3)                                | – | New South Wales 238-5 (46/46) |
|                       |        | New South Wales gewinnt mit 8 Wickets (D/L method) |   |                               |

### Finale
| 23. Oktober Scorecard | Sydney | Queensland 186 (46.5)                 | – | New South Wales 188-4 (43.1) |
|                       |        | New South Wales gewinnt mit 6 Wickets |   |                              |